# Selb-Wunsiedler Hochfläche
Die Selb-Wunsied(e)ler Hochfläche ist eine wald- und bergreiche Hochebene im inneren Fichtelgebirgs-Hufeisen. Naturräumlich stellt die Hochfläche die Haupteinheit 395 und die Untereinheiten Selb-Wunsiedler Hügelland (395-A) und Selber Forst (395-B) innerhalb der Haupteinheitengruppe Thüringisch-Fränkisches Mittelgebirge (39) dar, die sich vom Thüringer Wald bis zum Fichtelgebirge erstreckt. Seit September 2010 existiert ein Neuentwurf der Naturräume Nordostbayerns, innerhalb dessen die Hochfläche bei leicht abweichender Grenzziehung als Naturraum Inneres Fichtelgebirge ausgewiesen ist.

## Geographie
Die Hochebene beginnt nördlich des Flusses Eger im Osten bei Sommerhau über Libá (deutsch: Liebenstein) und Hazlov (deutsch: Haslau) in Tschechien und setzt sich über Schönwald und Kirchenlamitz bis Weißenstadt im Westen fort. Südlich der Eger reicht die Hochebene von Hohenberg an der Eger und Schirnding im Osten über Waldershof bei Marktredwitz bis Wunsiedel (Zeitelmoos) und Voitsumra im Westen.

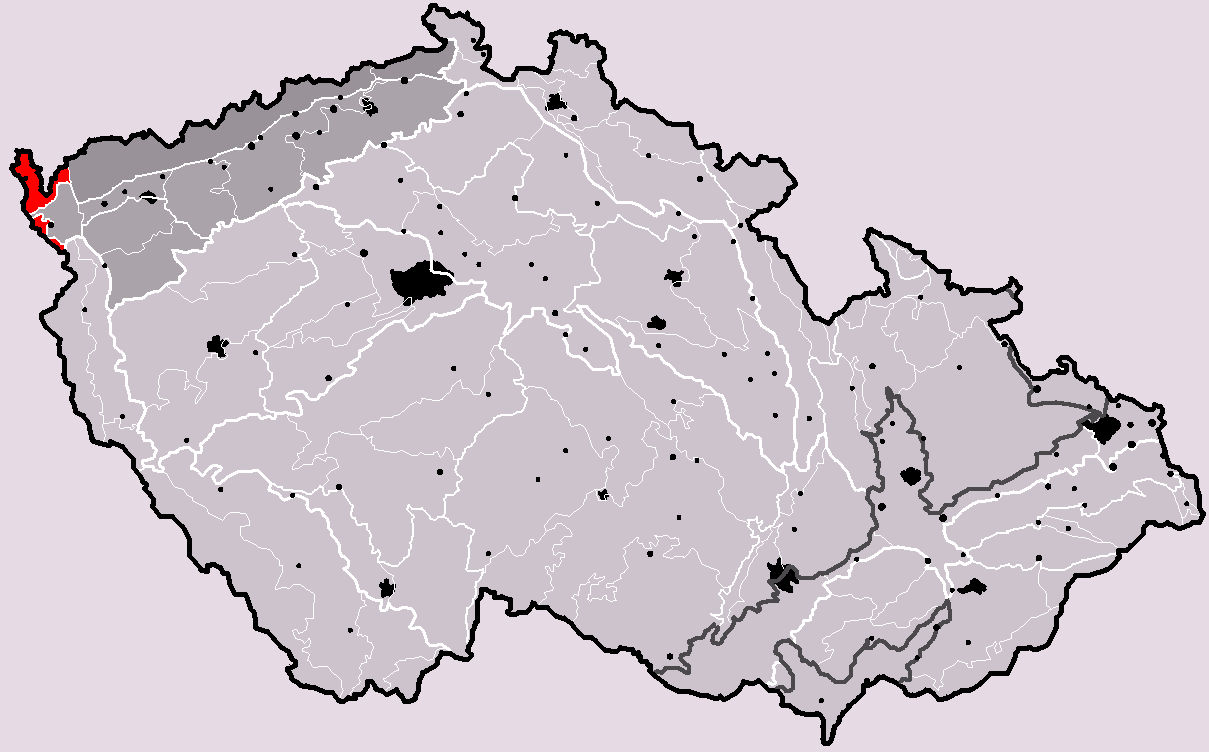
Geomorphologische Einteilung Tschechiens mit Smrčiny (rot markiert)

Naturräumlich wird die Selb-Wunsiedler Hochfläche in das Selb-Wunsiedler Hügelland (395-A) und in den Selber Forst (395-B) unterteilt.
Auf tschechischer Seite setzt sie sich im nördlichen Teil im Ašská vrchovina (deutsch etwa: Ascher Bergland), im mittleren Teil, im Anschluss an den Selber Forst, in der Hazlovská pahorkatina (deutsch etwa: Haslauer Hügelland) und im südlichen Teil in der Chebská pánev (deutsch: Egerbecken) fort.
In der geomorphologischen Gliederung des Nachbarlandes Tschechien wird das Ašská vrchovina, der Hazlovská pahorkatina sowie der Chebská pahorkatina (deutsch etwa: Egerer Hügelland) dem (inneren) Fichtelgebirge als Haupteinheit Smrčiny (I3A-1) zugeordnet.

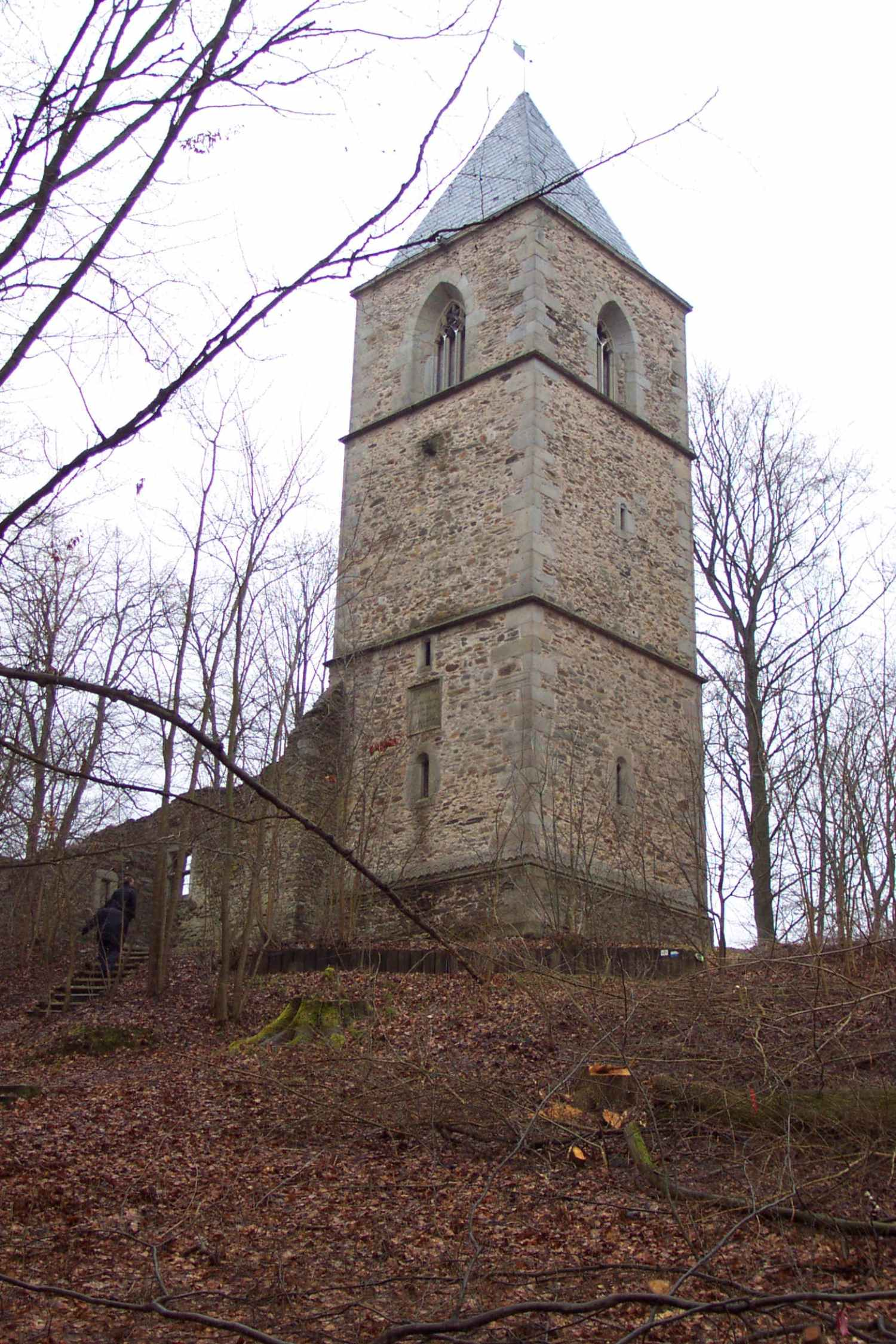
Kirchenruine auf dem Katharinenberg

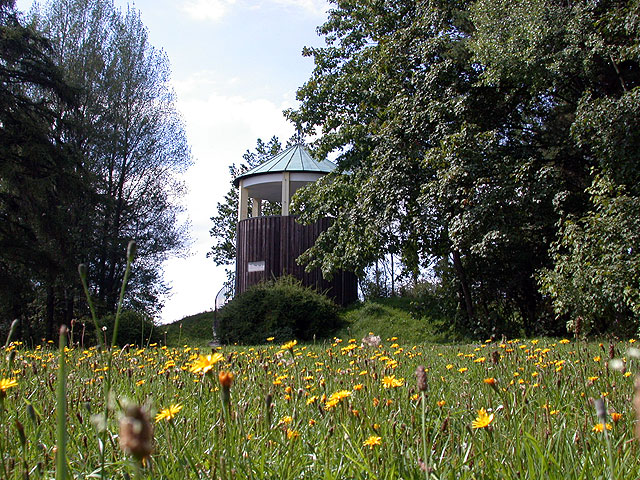
Der Wartbergturm bei Thiersheim

## Geologie
Geologisch besteht der Gebirgsstock im Wesentlichen aus Granit. Die Geschichte seiner Orogenese beginnt im Präkambrium vor etwa 750–800 Millionen Jahren – fast 20 % der Erdgeschichte deckt das Gebirge ab, was nur für wenige der  noch bestehenden Rumpfgebirge zutrifft. Die Selb-Wunsiedler Hochfläche ist vielfach von Basaltkegeln durchsetzt.

## Berge
Zu den Bergen in der Selb-Wunsiedler Hochfläche gehören, sortiert nach der Höhe in Metern (m) über Normalnull (NN):
| Berg                               | Höhe (m) | Dominanz (km) | Prominenz (m) | Anmerkung |
| ---------------------------------- | -------- | ------------- | ------------- | --- |
| Berg                               | 691      | 1,9           | 33            | unmittelbar südwestlich an Birk anschließend |
| Wartberg (Selb)                    | 688      | 3,0           | 58            | Lage: Selber Forst (Wintersport, Schlepplift); an der Wasserscheide der Obereger zum Schladabach, die 3 km nordöstlich auf die Eger-Mittelelbe-Wasserscheide des Elstergebirges trifft.                                        |
| Namenlose Anhöhe                   | 687      | 1,2           | 21            | Flurname „Schottenholz“; westlich an den Hüttelberg anschließend; |
| Röhrberg                           | 682      | 4,4           | 36            | Hauptgipfel: unmittelbar nördlich von Valetsberg, knapp 1 km nordöstlich des Rehbergs, der auch Teil des Bergs ist |
| Rehberg                            | 678      | 0,8           | 14            | Teil des Röhrbergs |
| Oppersbühl                         | 676      | 0,8           | 18            | nordwestlich des Wartbergs |
| Grießberg                          | 675      | 5,0           | 76            | Lage: Finkensteinwald |
| Buchberg                           | 674      | 2,5           | 61            | Höchster Berg im Segment zwischen Lehstenbach und Eger und sogar höchster Berg links der Eger oberhalb der Selbmündung |
| Hüttelberg                         | 672      | 0,9           | 5             | |
| Pfaffenberg                        | 672      | 2,3           | 39            | Lage: Vielitz bei Selb; höchster Berg im Segment zwischen dem Bernsteinbach und der Selb und sogar höchster zwischen Lehstenbach und Selb; Eger-Mittelelbe-Wasserscheide                                                       |
| Sušárna (deutsch: Kühbühl)         | 661      | 0,2           | 2             | Lage: Novožďárský les in Tschechien *) |
| Steinberg                          | 653      | 7,9           | 91            | Lage: Selber Forst; die Dominanz bezieht sich auf den Výhledy, die Prominenz auf den Finkensteinwald |
| Hengstberg                         | 651      | 3,8           | 64            | Lage: Selber Forst; Dominanz zum Steinberg, Prominenz zum Wartberg |
| Finkenstein                        | 651      | 0,1           | 0,1           | Lage: Finkensteinwald; kein Berg, sondern ein Felsen am Nordhang eines Bergrückens! |
| Kappel                             | 648      | 0,2           | 6             | Teil des Röhrbergs |
| Laubbühl                           | 643      | 0,7           | 12            | Nordwestlicher Randberg des Selber Forsts, Vor-Gipfel des Oppersbühl |
| Kozina (deutsch: Ziegenberg)       | 642      | 1,0           | 28            | Lage: Slatinný les in Tschechien *) |
| Schallberg                         | 641      | 0,3           | 4             | Randanhöhe an einem vom Schneeberg ausgehendem Riedel |
| Blatná (deutsch: Plattenberg)      | 641      | 2,6           | 72            | Lage: Libský les in Tschechien *); Dominanz und Prominenz zum Großen Hengstberg |
| Rosenbühl                          | 642      | 1,2           | 15            | |
| Mallerberg                         | 631      | 0,2           | 4             | Lage: Finkensteinwald |
| Wartberg (Thiersheim)              | 630      | 3,3           | 40            | Aussichtsturm; höchster Berg östlich der A 93; Dominanz und Prominenz zu einer Anhöhe östlich des Finkensteinwalds; zum Steinberg im Nordosten, zum Kohlberg im Ostsüdosten und zum Oberberg im Südwesten sind es je gut 5 km. |
| Jelení vrch (deutsch: Riedersberg) | 627      | 1,8           | 34            | Lage: Polenský les in Tschechien *); Dominanz und Prominenz zum Südostfuß des Wartbergs |
| Schönbrunner Berg                  | 623      | 0,7           | 6             | |
| Katharinenberg                     | 618      | 1,9           | 25            | Kirchenruine; Dominanz zum Südfuß des Röhrbergs (Norden Wunsiedels), Prominenz zum Nordfuß des Burgstein/Kösseine |
| Lenker                             | 616      | 1,8           | 28            | Südwestrand des Selber Forsts; Dominanz und Prominenz zum Häfersberg im Südosten |
| Hohe Wart                          | 613      | 1,2           | 20            | Lage: Selber Forst; Dominanz und Prominenz zum Großen Hengstberg im Südosten |
| Kühberg                            | 611      | 2,4           | 53            | Markantes Durchbruchstal der Eger mit Schlinge um den Berg |
| Mezný vrch (deutsch: Schellenberg) | 606      | 0,9           | 27            | Lage: Libský les in Tschechien *); Dominanz zum Ostfuß des Großen Hengstvergs, Prominenz zum Blatná |
| Fenatsberg                         | 605      | 0,3;          | 8             | Steht im Schatten seines westsüdwestlichen Nachbarn Höllberg (607 m) |
| Schloßberg (Höchstädt)             | 605      |               |               | |
| Schloßberg (Schönlind)             | 605      |               |               | |
| Zwölfgipfelblick                   | 602      |               |               | |
| Bibersberg                         | 597      |               |               | |
| Schloßberg (Neuhaus an der Eger)   | 587      |               |               | |
| Na Vršíčku (deutsch: Steinbühl)    | 553      | 21,6          |               | Lage: Na Dobrošově in Tschechien *); Dominanz zum Südfostfuß des Blatná |

| *) siehe Liebensteiner Forst |

## Ortschaften

### Bayern
| - Arzberg - Bad Weißenstadt - Höchstädt - Hohenberg an der Eger | - Kirchenlamitz - Marktleuthen - Marktredwitz - Röslau | - Schirnding - Schönbrunn - Schönwald - Selb | - Thiersheim - Thierstein - Waldershof - Wunsiedel |

### Tschechien
| - Hazlov (Haslau) | - Libá (Liebenstein) | - Lipná (Lindau) | - Polná (Hirschfeld) |

## Gewässer
- Siehe Fichtelgebirge

## Verkehr
- Eisenbahnknotenpunkt Marktredwitz
- Bundesstraßen 303 und 15
- Bundesautobahnen 93 und 9

## Bauwerke

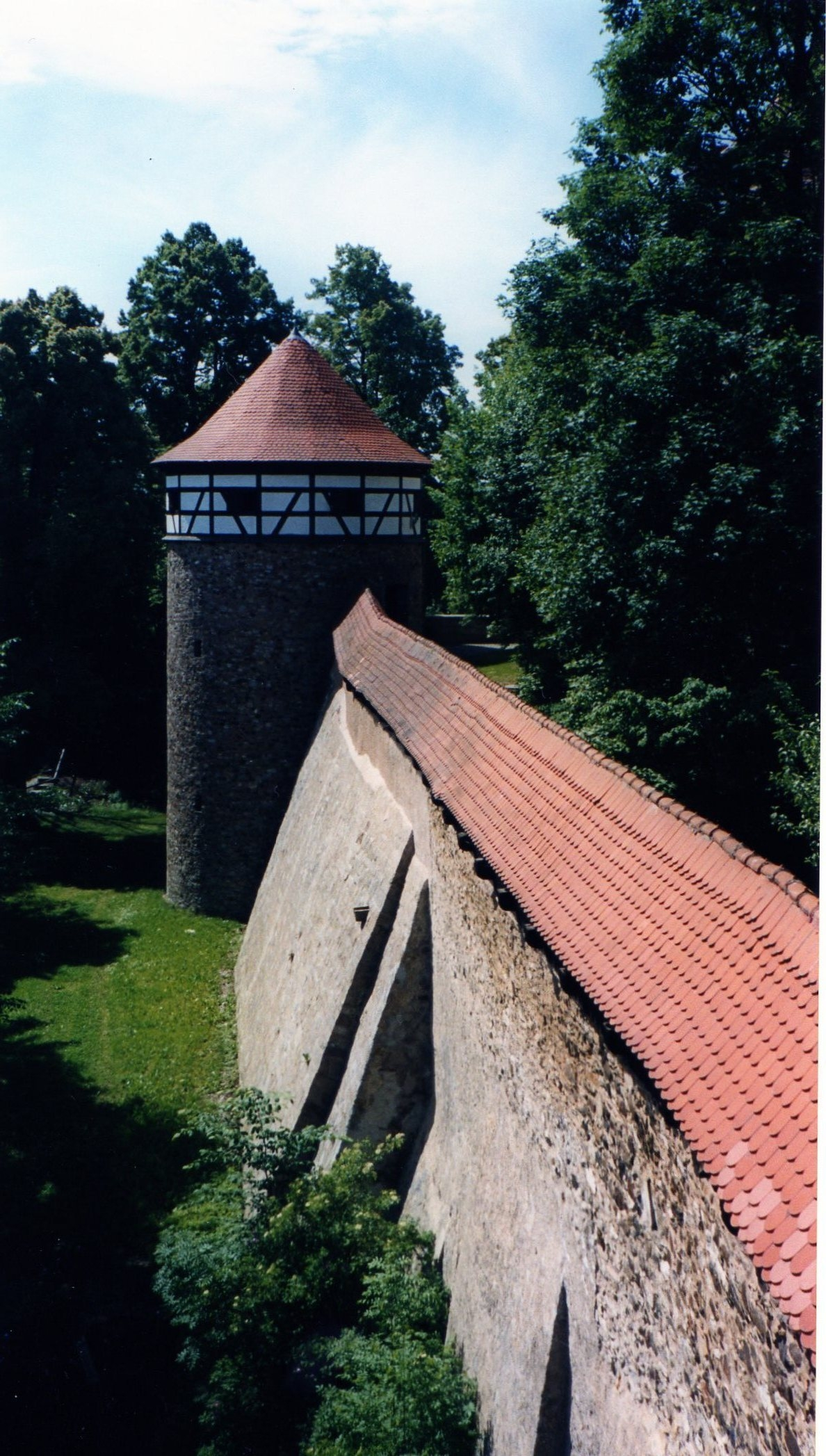
Turm und Befestigungsanlage der Burg Hohenberg an der Eger

### Burg Hohenberg
Die Burg Hohenberg ist die besterhaltene Burg im Fichtelgebirge. Sie bildet ein Sechseck mit drei runden und zwei eckigen Türmen sowie der Vorburg. Auch der Wehrgang ist teilweise erhalten. Im Burghof stehen das Fürstenhaus von 1666 (ehemaliges markgräfliches Jagdschloss), Geleitsäulen und ein steinerner Getreidemetzen aus staufischer Zeit.

### Burg Thierstein
Die Burg Thierstein ist eine Burgruine auf einem Bergsporn über der Ortschaft Thierstein. Die weithin sichtbare Burgruine ist ein beliebtes touristisches Ziel; vom erhalten gebliebenen Bergfried genießt man eine herrliche Rundumsicht über den gesamten Innenraum des Fichtelgebirges bis in das Egerland hinein.

## Karten
- Fritsch Wanderkarte 1:50.000 Fichtelgebirge-Steinwald